# بورفيرين

بنية البورفين أبسط البوروفيرينات

البورفيرنيات هي مجموعة من المركبات العضوية، المحدثة طبيعيا وبكثرة . واحدة من البروفيرينات المعروفة بشكل جيد هو الهيم ، و هو الصباغ المتواجد في خلايا الدم الحمراء؛ الهيم هو عامل مرافق في بروتين الهيموجلوبين.

## معرض صور

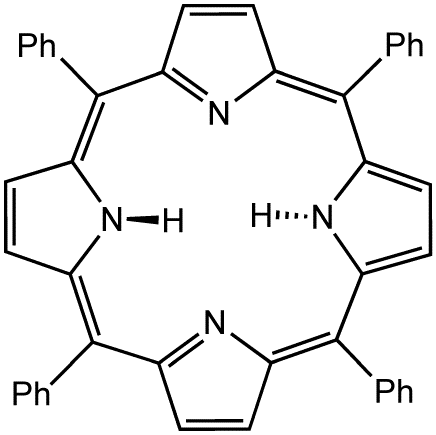
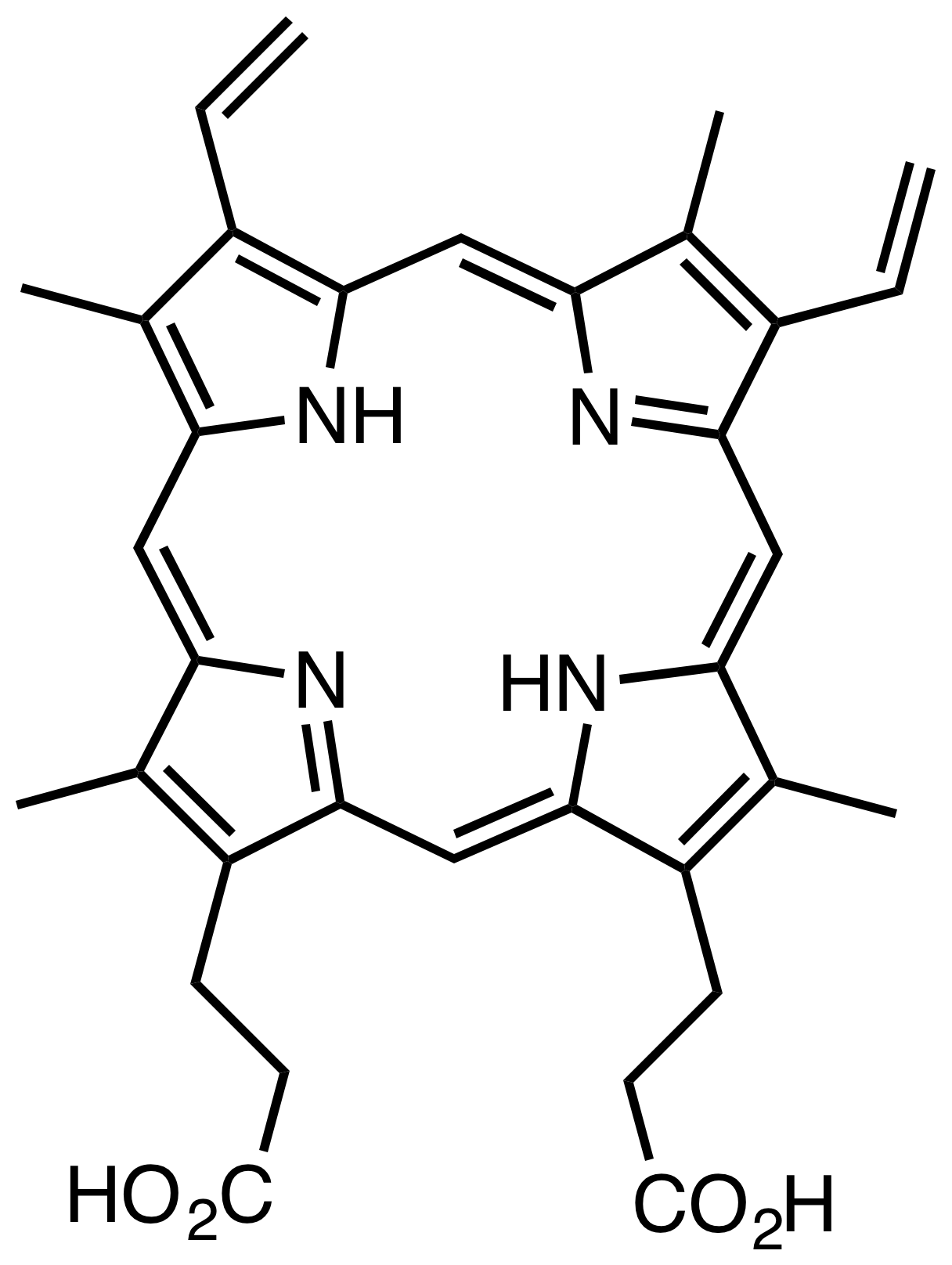